# Peter Wirth

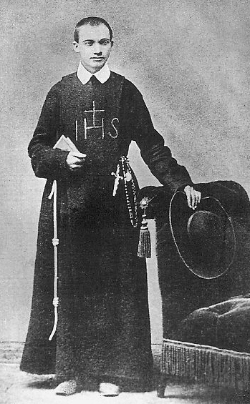
Jakobus Wirth (1830-1871)

Peter Wirth, in religione Jakobus (ted.), ovvero Giacobbe (Niederbreitbach, 15 ottobre 1830 – Hausen, 28 marzo 1871), è stato un religioso tedesco, fondatore della congregazione dei Fratelli Francescani della Santa Croce.

## Biografia
Nato in Renania-Palatinato da una famiglia di modeste condizioni, perse ancora bambino entrambi i genitori: venne affidato alle cure di uno zio insegnante, di cui divenne assistente, ma non potendo permettersi frequentare le scuole per conseguire il diploma da maestro intraprese la professione del calzolaio.
In seguito abbracciò la vita religiosa ed entrò nel Terz'Ordine Regolare Francescano: desiderando dedicarsi maggiormente all'apostolato attivo lasciò il convento e, nell'estate del 1854, aprì la Wohngemeinschaft frommer Handwerker (casa dei piccoli artigiani), per la cura e l'educazione degli orfani.
Nel 1862, con il permesso del vescovo di Treviri, fondò i Fratelli Francescani della Santa Croce, una congregazione di terziari regolari laici dedita alla gestione della sua opera.
Fratel Wirth contrasse il vaiolo curando gli infermi durante un'epidemia che aveva colpito Treviri: la malattia lo portò alla morte, il 28 marzo 1871.
Ex compagno di scuola di Maria Rosa Flesch, l'aveva aiutata a fondare il suo ordine religioso femminile che prese poi il nome di Congregazione delle Francescane di Santa Maria degli Angeli.